# 호기심 많은 조지 5
《호기심 많은 조지 5》(영어: Curious George: Go West, Go Wild)는 2020년 개봉된 미국의 애니메이션 영화이다.